# Kanton Modane
Kanton Modane (francouzsky Canton de Modane) je francouzský kanton v departementu Savojsko v regionu Rhône-Alpes. Tvoří ho sedm obcí.

## Obce kantonu
- Aussois
- Avrieux
- Fourneaux
- Freney
- Modane
- Saint-André
- Villarodin-Bourget